# Офере, Эдвард
Э́двард Офе́ре (англ. Edward Ofere; 28 марта 1986, Энугу) — нигерийский футболист, нападающий клуба «Тханьхоа». Имеет паспорт гражданина Швеции.

## Карьера
Эдвард Офере воспитанник клуба «Энугу Рейнджерс». С 2003 года выступал за основной состав команды. В 2004 году вышел с клубом в финал Кубка Нигерии, но там команда по пенальти проиграла «Долфинсу».
В мае 2005 года в статусе свободного агента Офере перешёл в шведский клуб «Мальмё». Офере выступал за клуб на протяжении 5 лет, проведя 91 матч и забив 27 голов, из которых 10 — в последнем сезоне.
30 августа 2010 года Офере перешёл в итальянский клуб «Лечче», подписав контракт до 2013 года. 22 сентября дебютировал в составе команды в матче с «Пармой», завершившемся вничью 1:1.